# Zubin Potok
Zubin Potok (serbisch-kyrillisch Зубин Поток, albanisch auch Zubin Potoku) ist ein Ort nahe Mitrovica im Norden des Kosovo, welcher zusammen mit umliegenden Dörfern die gleichnamige Gemeinde Zubin Potok bildet. Diese gehört zu den drei serbischen Gemeinden des Nordkosovo, welche die Unabhängigkeit des Kosovo nicht anerkennen. In dieser Gemeinde leben etwa 6.616 Menschen, davon bildet die serbische Bevölkerung die absolute Mehrheit.

## Name
Der Name besteht aus den Wörtern Zubin und Potok. Das Wort Potok bedeutet in der Serbischen Sprache „Bach“ und bezieht sich auf den Zubodolski potok, der durch das Gemeindegebiet fließt.

## Geographie
Durch die Stadt verläuft der Fluss Ibar, der beim Dorf Gazivoda zum Gazivodasee gestaut wird.

## Geschichte
Am 29. November 2024 wurde ein Sprengstoffanschlag auf den Ibar-Lepenac-Kanal nahe des Ortes verübt, der die Kühlsysteme von zwei Kohlekraftwerken speist. Diese liefern den größten Teil des Stroms im Kosovo. Der Kanal dient zudem der Trinkwasserversorgung.
Der Anschlag ist Teil der Auseinandersetzungen zwischen dem Kosovo und Serbien im Nordkosovo. Der kosovarische Ministerpräsident Albin Kurti sprach von einem von Belgrad gesteuerten Terrorakt, Serbien sprach von einem „inakzeptablen Sabotageakt“ und wies die Anschuldigungen zurück.

## Wirtschaft
In der gesamten Gemeinde wird überwiegend Landwirtschaft betrieben.

## Sehenswürdigkeiten
In der Gemeinde Zubin Potok befinden sich das Serbisch-orthodoxe Kloster der Hl. Dreifaltigkeit bzw. Trinität und das serbische Kloster Duboki potok, welches im 14. Jahrhundert unter den Nemanjiden erbaut wurde, der mächtigsten mittelalterlichen serbischen Herrscherdynastie, die eine überragende Stellung in Südosteuropa hatte.

## Sport
Fußball ist eine der Hauptsportarten in der Gemeinde. Der bekannteste Verein ist der lokale serbische Fußballklub Mokra Gora/Мокра Гора, der am 15. März 1972 in Zubin Potok gegründet wurde. Das Heimstadion des Vereins ist das Mala Marakana-Stadion.

## Galerie

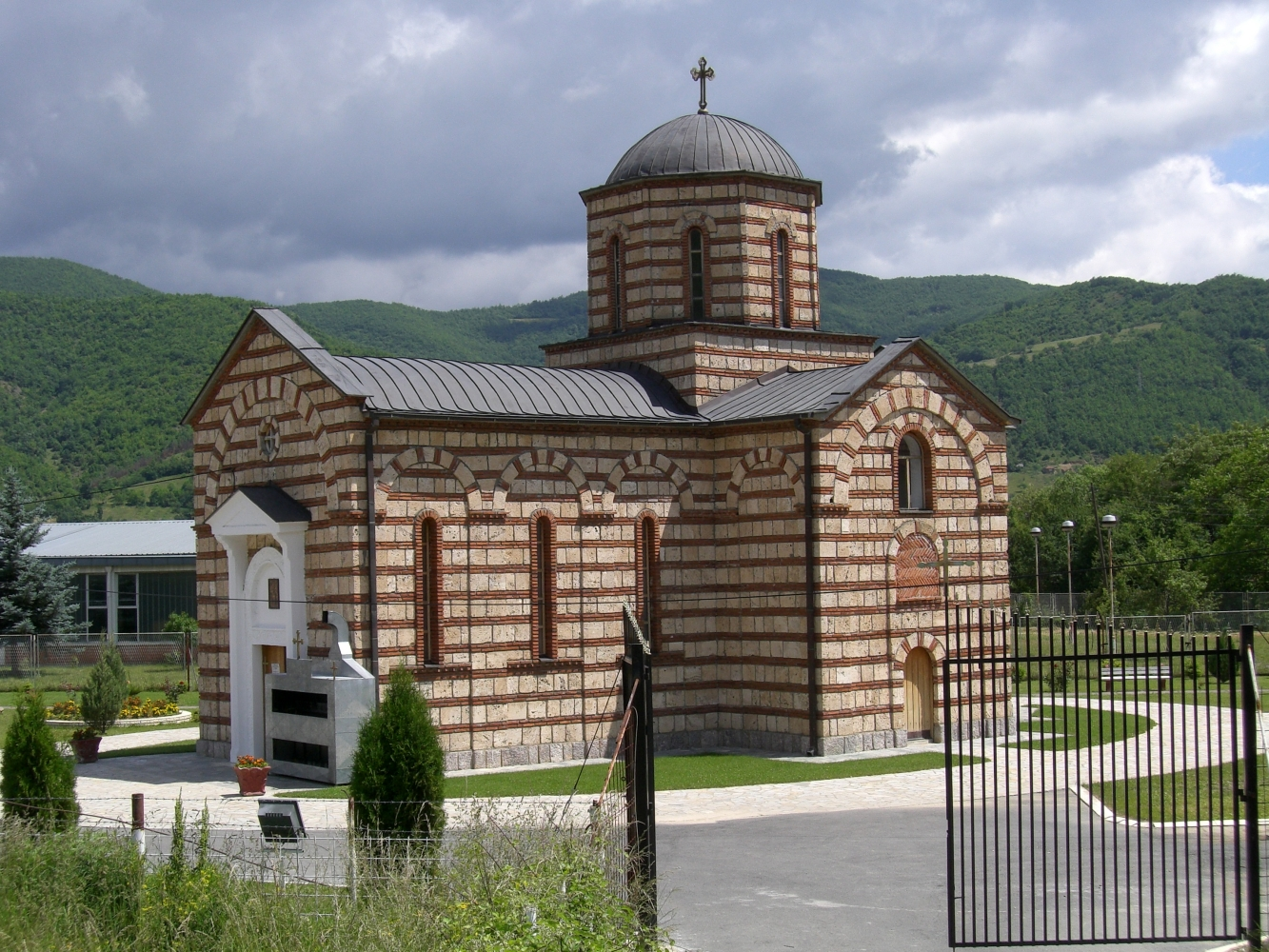
Seitenansicht des Serbisch-orthodoxen Klosters der Hl. Dreifaltigkeit bzw. Trinität.
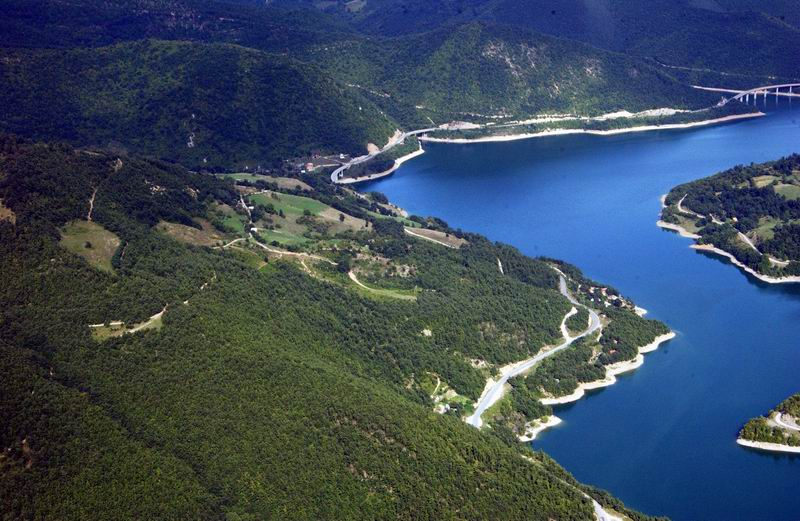
Der Gazivodasee, ein Stausee in der Gemeinde Zubin Potok.
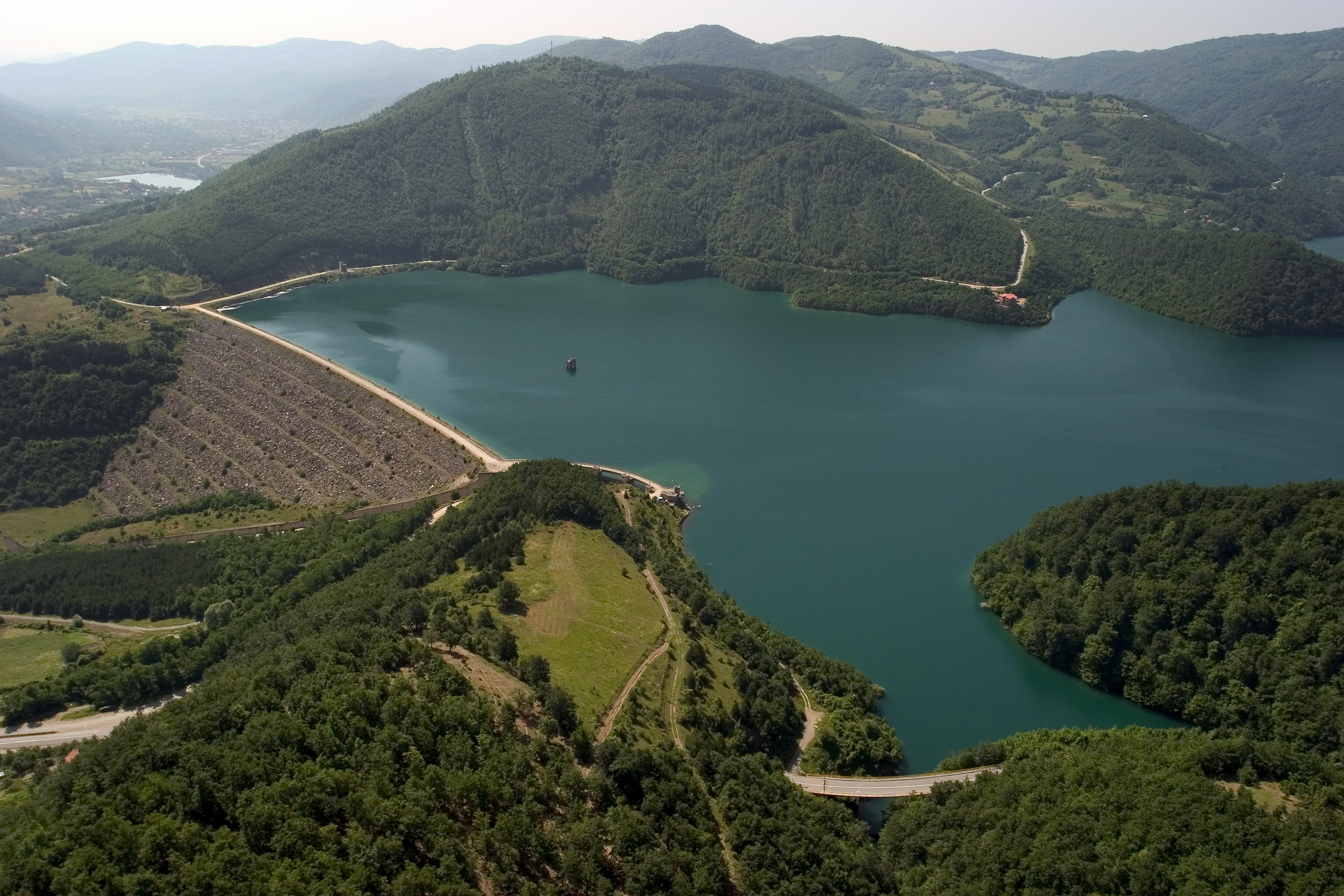
Die Staumauer des Gazivodasees